# إثيوبيا في الألعاب الأولمبية الصيفية 2016
نافست إثيوبيا في دورة الألعاب الأولمبية الصيفية 2016 في ريو دي جانيرو، البرازيل، من 05-21 أغسطس 2016.
وكان هذا الظهور الثالث عشر للبلاد في دورة الألعاب الاولمبية الصيفية، بعد ان غابت عن ثلاث دورات مختلفة بسبب مقاطعات أفريقيا (1976) والاتحاد السوفيتي (1984 )، وكوريا الشمالية (1988).